# ثيلما هيل
ثيلما هيل (بالإنجليزية: Thelma Hill)‏ هي ممثلة أمريكية، ولدت في 12 ديسمبر 1906 في إمبوريا في الولايات المتحدة، وتوفيت في 11 مايو 1938 في كولفر سيتي في الولايات المتحدة بسبب سكتة دماغية.

## وصلات خارجية
- ثيلما هيل على موقع IMDb (الإنجليزية)
- ثيلما هيل على موقع قاعدة بيانات الفيلم (الإنجليزية)